# 上田松本電鉄
上田松本電鉄（うえだまつもとでんてつ）は長野県上田市と同県松本市を結ぶ路線として上田丸子電鉄（現：上田交通）と松本電気鉄道（現：アルピコ交通）の共同出資により1948年に設立、1952年に路線建設認可を得ながら建設に至らず上田 - 松本間のバス路線開通により立ち消えになった未成線である。

## 上田松本電鉄設立までのいきさつ
上田駅 - 松本駅を結ぶ鉄道は、1883年に明治政府が新橋駅と京都駅・大阪駅を結ぶ官営の路線が中山道ルートに定められた時点から計画されていたが、官営路線が東海道ルートに移って（※これが現在の東海道本線）頓挫してからは私営鉄道という形で計画されては消滅するという歴史を繰り返す。
大正時代には丸子鉄道線・上田温泉電軌青木線が開通しているが両路線とも当初の計画では松本を終点としていたとされる。途中で頓挫したものの、これまでの計画は上田市側から出されていたもので、松本市側は至って消極的であった。ところが終戦後、松本市を中心に鉄道・バス路線網を持つ松本電気鉄道が松本駅から上田駅を結ぶ路線を計画した。実は丸子鉄道線の予定路線のうち浅間温泉駅 - 松本駅間が松本電気鉄道によって（※路線名は浅間線）実現していたもので、丸子鉄道の後身である上田丸子電鉄と共同出資して上田 - 松本を鉄道で結ぼうと決意したのである。
計画が具体化したのは1948年のことであった。松本電気鉄道は松本 - 上田間の鉄道を実現するため、上田松本電鉄の設立と共同出資を上田丸子電鉄に持ちかけ、快諾を得ることができた。上田丸子電鉄はこの計画を創業時の悲願を実現するためのラストチャンスであると考えたのである。

## 路線認可から頓挫へ
当時は明治時代より続く分県・移庁騒動が戦後初めて激化し、県内において南北の関係が思わしくなかったため、上田松本電鉄は県関係者からも歓迎された。このため1949年には長野県営鉄道として建設するという決議が議会でなされたほどであったが、両社はあくまで私営での建設にこだわり、1952年に運輸省（現：国土交通省）から路線建設の認可を得るに至った。ところが、建設を始めようとしたところトンネル工事の困難さに阻まれて起工することすらままならず、右往左往するうちに千曲自動車（現：千曲バス）が上田 - 松本間のバス路線運行を開始してしまった。このバス路線は松本電気鉄道との共同運行であったため、松本電気鉄道もバスにシフトしていき、また上田丸子電鉄も鉄路建設を既成路線の連絡線にシフト（※これらも未成線となる）していったため、1960年頃には計画自体が消滅した。

## 計画路線
この路線は上田温泉電軌青木線と松本電気鉄道浅間線を使って結ぶつもりだったようである。上田原駅 - 青木駅は軌道から地方鉄道として建設しなおし、浅間温泉駅 - 松本駅は路面電車（軌道）から地方鉄道に変更して、青木駅 - 浅間温泉駅は新たに建設することにしていたという。また、上田原駅から上田丸子電鉄別所線に乗り入れる予定であったとされる。